# Box Office Mojo
Box Office Mojo er en hjemmeside, der offentliggør billetindtægter for nye som gamle film på en systematisk og algoritmisk måde. Hjemmesiden blev grundlagt i 1998 af Brandon Gray og blev i 2008 købt af Amazon-ejede IMDb.
I årene mellem 2002 og 2011 havde Box Office Mojo fora med mere end 16.500 registrerede brugere. Den 2. november 2011 lukkede Box Ofiice Mojos fora, og brugerne blev opfordret til i stedet at deltage i IMDb's fora i stedet. IMDb's fora blev lukket den 20. februar 2017.
Offentliggørelsen af billetindtægter opdateres hver dag ved en offentliggørelse udført af distributørene selv. Det er dermed muligt at se hvordan en films billetindtægter løbende udvikler sig. 

## Eksterne links
- Box Office Mojo – Officiel hjemmeside